# دالیا مبارک
دالیا مبارک (۲ مارس ۱۹۹۱) یک خواننده سعودی است که اخیراً در خلیج فارس به شهرت رسیده‌است. او در سال ۲۰۱۴ با انتشار اولین آهنگ خود با نام «میز را بچرخانید» به دنیای شهرت وارد شد و در بین هواداران خود ظاهر شد.
در چهارده سالگی در چندین برنامه از جمله «سناد الخیر» شرکت کرد. و توانست نامزد استعدادهای شرکت کننده در فصل‌های اول برنامه اربز گات تلنتشود، او پس از مرگ پدرش به بیروت رفت و پس از سالها تصمیم گرفت که رشته موسیقی را در یکی از موسسات تخصصی در امارت دبی بیاموزد.